# Ronald Aldon Hicks
Ronald Aldon Hicks (Harvey, 4 agosto 1967) è un vescovo cattolico statunitense, dal 17 luglio 2020 vescovo di Joliet.

## Biografia
Ronald Aldon Hicks è nato ad Harvey, in Illinois, il 4 agosto 1967.

### Formazione e ministero sacerdotale
Ha frequentato la Saint Jude the Apostle School a South Holland, il Quigley Preparatory Seminary dal 1981 al 1985 e poi il Niles College Seminary dal 1985 al 1989. Ha conseguito il Bachelor of Arts in filosofia presso la Loyola University di Chicago. È poi stato volontario della Fondazione Nuestros Pequeños Hermanos, dedicandosi per un anno alla cura di orfani e bambini abbandonati. Ha compiuto gli studi ecclesiastici alla University of Saint Mary of the Lake Seminary di Mundelein dal 1990 al 1994, concludendoli con il Master of Divinity. Nel 2003 ha ottenuto il dottorato in ministero presso lo stesso ateneo.
Il 21 maggio 1994 è stato ordinato presbitero per l'arcidiocesi di Chicago nella cattedrale arcidiocesana dal cardinale Joseph Louis Bernardin. In seguito è stato vicario parrocchiale della parrocchia di Nostra Signora della Misericordia a Chicago dal 1994 al 1996; vicario parrocchiale della parrocchia di Santa Elizabeth Seton a Orland Hills dal 1996 al 1999; decano della formazione al Saint Joseph College Seminary di Chicago dal 1999 al 2005; direttore regionale dell'organizzazione caritativa Nuestros Pequeños Hermanos in Messico e in El Salvador dal 2005 al 2009; membro della facoltà e poi decano della formazione della University of Saint Mary of the Lake Seminary di Mundelein e collaboratore festivo nella parrocchia di San Girolamo dal 2010 al 2014 e vicario generale dal 1º gennaio 2015.

### Ministero episcopale

Stemma di monsignor Hicks come vescovo ausiliare di Chicago.

Il 3 luglio 2018 papa Francesco lo ha nominato vescovo ausiliare di Chicago e titolare di Munaziana. Ha ricevuto l'ordinazione episcopale il 17 settembre successivo nella cattedrale del Santo Nome a Chicago dal cardinale Blase Joseph Cupich, arcivescovo metropolita di Chicago, co-consacranti i vescovi ausiliari della stessa arcidiocesi Francis Joseph Kane e George James Rassas.
Nel dicembre del 2019 ha compiuto la visita ad limina.
Il 17 luglio 2020 lo stesso pontefice lo ha nominato vescovo di Joliet. Ha preso possesso della diocesi il 29 settembre successivo con una celebrazione nella cattedrale di San Raimondo Nonnato a Joliet.
Oltre all'inglese parla lo spagnolo.

## Genealogia episcopale e successione apostolica
La genealogia episcopale è:
- Cardinale Scipione Rebiba
- Cardinale Giulio Antonio Santori
- Cardinale Girolamo Bernerio, O.P.
- Arcivescovo Galeazzo Sanvitale
- Cardinale Ludovico Ludovisi
- Cardinale Luigi Caetani
- Cardinale Ulderico Carpegna
- Cardinale Paluzzo Paluzzi Altieri degli Albertoni
- Papa Benedetto XIII
- Papa Benedetto XIV
- Papa Clemente XIII
- Cardinale Marcantonio Colonna
- Cardinale Giacinto Sigismondo Gerdil, B.
- Cardinale Giulio Maria della Somaglia
- Cardinale Carlo Odescalchi, S.I.
- Cardinale Costantino Patrizi Naro
- Cardinale Lucido Maria Parocchi
- Papa Pio X
- Papa Benedetto XV
- Papa Pio XII
- Cardinale Francis Joseph Spellman
- Cardinale Terence James Cooke
- Vescovo Howard James Hubbard
- Arcivescovo Harry Joseph Flynn
- Cardinale Blase Joseph Cupich
- Vescovo Ronald Aldon Hicks

La successione apostolica è:
- Vescovo Dennis Edward Spies (2024)